# Заволокин, Геннадий Дмитриевич
Геннадий Дмитриевич Заволо́кин (18 марта 1948, Парабель, Томская область — 8 июля 2001, Новый Шарап, Новосибирская область) — советский и российский композитор, баянист и гармонист, поэт. Народный артист Российской Федерации (1995). Наибольшую известность и популярность получил как основатель и ведущий телепередачи о русской народной музыкальной и песенной культуре «Играй, гармонь любимая!».

## Биография
Геннадий Заволокин родился 18 марта 1948 года в посёлке Парабель Томской области. Позже семья Заволокиных переехала в посёлок Сузун Новосибирской области, где Геннадий занимался в Сузунском русском народном хоре. Окончив среднюю школу в 1964 году, поступил в Новосибирское музыкальное училище на отделение оркестра русских народных инструментов, которое окончил в 1968 году. Там освоил не только гармонь и баян, но ещё и балалайку и домру.
В 1984 году окончил Московский институт культуры.
Вместе с братом Александром с 1974 по 1991 год работает в Новосибирской государственной филармонии в составе дуэта частушечников.
В 1986 году братьям Заволокиным присвоено звание «Заслуженный артист РСФСР».
В том же году становится ведущим, художественным руководителем и режиссёром ставшей впоследствии популярной в России телепередачи «Играй, гармонь любимая!».
В 1987 году организовал русский народный ансамбль «Частушка», как вспомогательный коллектив для телепередачи «Играй, гармонь любимая!». Долгие годы являлся его художественным руководителем, в составе ансамбля также участвовали его брат Александр Дмитриевич, сын Захар, дочь Анастасия и её муж Владимир Смольянинов.
В 1992 году в Новосибирске основал товарищество «Российский центр „Играй, гармонь“», который занимается организацией гастролей, концертов, имеет свою полиграфическую базу, студию звукозаписи, выпускает периодический журнал «Играй, гармонь», нотные сборники, книги, СD и DVD и производит одноимённую телепрограмму.
Несколько лет являлся автором и ведущим программы «Это звонкое чудо — частушка» на Всесоюзном радио.
Погиб в автокатастрофе на 54-м году жизни 8 июля 2001 года вблизи села Новый Шарап Ордынского района Новосибирской области.

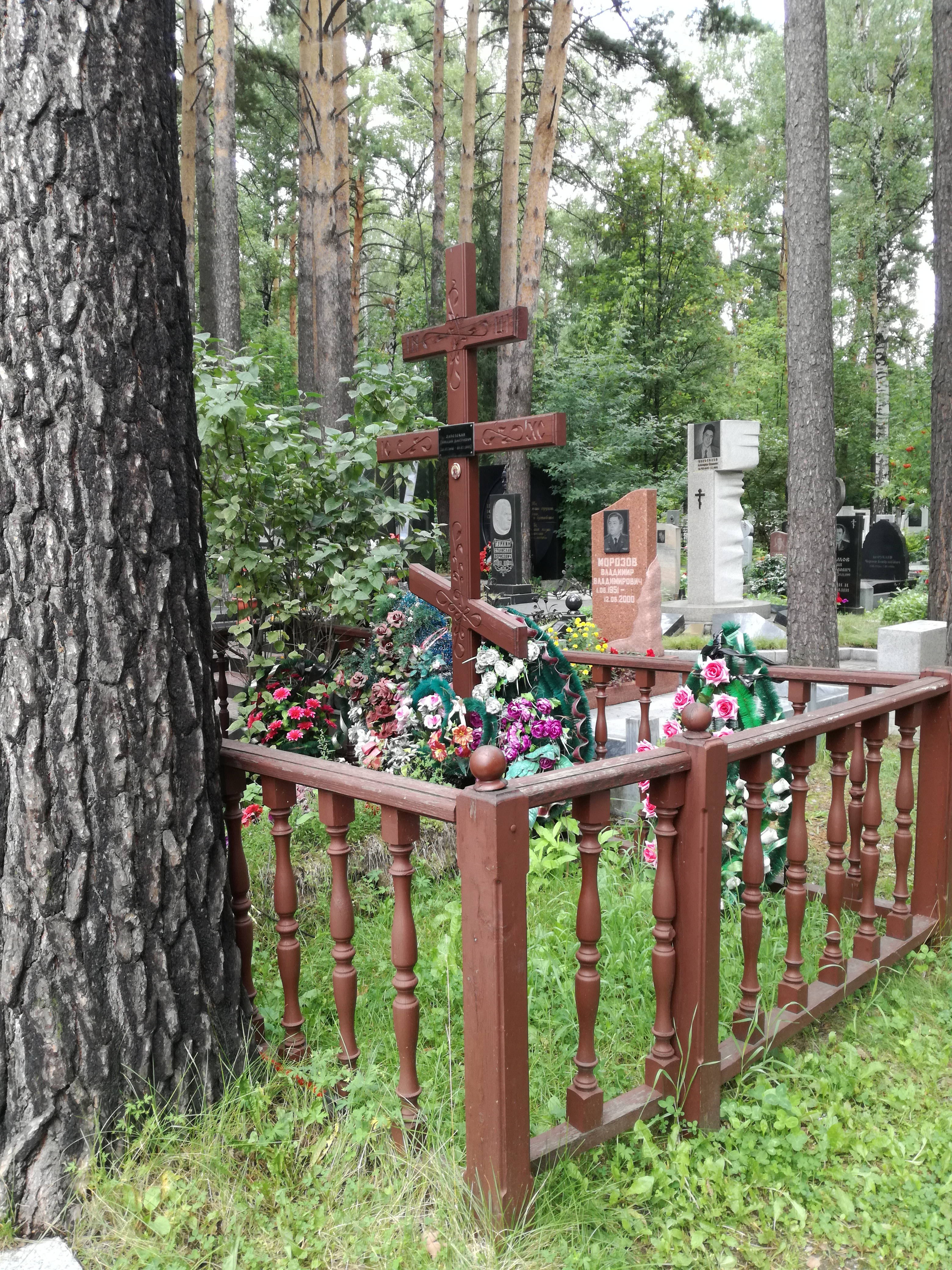
Могила Заволокина на Заельцовском кладбище

Похоронен в Новосибирске на Заельцовском кладбище (участок № 103).

## Память
- Рядом с местом гибели возведена часовня «Во имя святого преподобного Геннадия Афонского».
- Открыт музей Геннадия Заволокина[4].
- В городе Татарске Новосибирской области 29 июня 2012 года установлен памятник Геннадию Заволокину.[5]
- В Новосибирске на улице Дуси Ковальчук открыт ДК имени Геннадия Заволокина.
- 24 июня 2002 года в честь Г. Д. Заволокина назван астероид 9150 Zavolokin, открытый в 1978 году астрономом Л. И. Черных.

## Семья
- Родители: отец — Дмитрий Захарович (род. 1913), мать — Степанида Елизаровна (род. 1912).
- Брат — Александр Дмитриевич Заволокин (26 марта 1946 — 22 сентября 2012).
- Сестра — Валентина Дмитриевна Заволокина (1954 — 2019)
- Жена — Светлана Дмитриевна Заволокина (Казанцева, род. 1948), является генеральным директором Российского центра «Играй, гармонь» и продюсером телепередачи «Играй, гармонь любимая!».
- Дети: дочь Анастасия Геннадиевна Заволокина (род. 14 мая 1974) (ведущая телепередачи «Играй, гармонь любимая!») и сын Захар (род. 1979) (соведущий телепередачи «Играй, гармонь любимая!»).[6][7][8]

## Творчество
Автор около 700 песен, является автором 7 сборников частушек и 5 нотных изданий.

## Награды и премии
- 1986 — Заслуженный артист РСФСР.
- 1990 — Государственная премия РСФСР имени М. И. Глинки — за концертные программы 1987—1988 годов.
- 1995 — Народный артист Российской Федерации.
- 1997 — Государственная премия Российской Федерации — за цикл телепрограмм «Играй, гармонь любимая!».
- 1999 — награда «Ангел трубящий» Союза писателей России.

## Дискография
- 1994 — В минуты музыки.
- 1999 — Поезд жизни.
- 1995—1998 — Порадуй, гармошка.
- 1995—1998 — По млечному пути.
- 1995—1998 — Снег под луной.
- 1995—1998 — Я приехал домой.
- 1999 — Шутки в студии — музыкальные миниатюры Геннадия Заволокина.
- 2001 — Это вечное слово-Россия.
- 2001 — Играй, гармонь, доплакивай страданья….
- 2002 — Как жить?
- 2002 — Песни разных лет.
- 2002 — Ясноглазая Русь — последние песни Геннадия Заволокина.

Видео
- 2008 — Песни Геннадия и Анастасии Заволокиных. Лучшее (на 2-х DVD-дисках).

## Фильмография
- 1981 — Праздники детства — роль гармониста (в эпизоде).
- 1988 — Песня, знакомая с детства — ведущий документального фильма о Василии Шукшине (Главная редакция народного творчества Центрального телевидения).
- 1997 — В той стране — автор музыки к фильму.
- 2006 — Как уходили кумиры — документальный фильм о Геннадии Заволокине.

## Публикации
- Александр Демидов. Геннадий Заволокин: Без гармони и девчата на селе переведутся (14 октября 2009). Дата обращения: 21 июня 2013.
- Сергей Корзенников. Геннадий Заволокин: Пока жива гармонь — жива русская душа. Газета «Труд» № 093 (24 мая 2001). Дата обращения: 21 июня 2013.